# Римонде
Римонде́ (фр. Rimondeix) — коммуна во Франции, находится в регионе Лимузен. Департамент коммуны — Крёз. Входит в состав кантона Жарнаж. Округ коммуны — Гере.
Код INSEE коммуны — 23161.

## Население
Население коммуны на 2010 год составляло 83 человека.
| 1962 | 1968 | 1975 | 1982 | 1990 | 1999 | 2010 |
| ---- | ---- | ---- | ---- | ---- | ---- | ---- |
| 140  | 118  | 106  | 71   | 78   | 73   | 83   |

## Экономика
В 2010 году среди 49 человек трудоспособного возраста (15—64 лет) 32 были экономически активными, 17 — неактивными (показатель активности — 65,3 %, в 1999 году было 64,7 %). Из 32 активных жителей работали 29 человек (20 мужчин и 9 женщин), безработных было 3 (1 мужчина и 2 женщины). Среди 17 неактивных 2 человека были учениками или студентами, 7 — пенсионерами, 8 были неактивными по другим причинам.